# Niedersachsenpokal 2024/25
Der Niedersachsenpokal 2024/25 war die 69. Austragung des niedersächsischen Fußball-Verbandspokals der Männer. Zwei Mannschaften qualifizierten sich in getrennten Wettbewerben für die erste Hauptrunde im DFB-Pokal 2025/26, da Niedersachsen zu den drei Landesverbänden mit den meisten Herrenmannschaften im Spielbetrieb gehört und somit zwei Mannschaften in den Vereinspokal entsenden darf. Den Wettbewerb der Dritt- und Regionalligisten gewann Blau-Weiß Lohne, während sich der SV Atlas Delmenhorst im Wettbewerb der Amateure durchsetzte.

## Spielmodus
Es wurden zwei separate Wettbewerbe ausgespielt. Ein Endspiel zwischen den Siegern der beiden Wettbewerbsbäume war nicht vorgesehen. Klassenniedrigere Mannschaften hatten grundsätzlich Heimrecht. Im einen Wettbewerb traten die niedersächsische Mannschaften der Drittligasaison 2024/25 sowie der Regionalliga Nord 2024/25 an. Endete ein Spiel nach Ablauf der regulären Spielzeit unentschieden, wurde das Spiel um zweimal 15 Minuten verlängert. War danach noch keine Entscheidung gefallen, wurde der Sieger im Elfmeterschießen ermittelt. Im anderen Wettbewerb traten die Mannschaften der Oberliga Niedersachsen 2024/25 sowie die vier Bezirkspokalsieger der Saison 2023/24 an. Zweite Mannschaften waren nicht teilnahmeberechtigt. Gespielt wurde ebenfalls im K.-o.-System. Endete ein Spiel nach Ablauf der regulären Spielzeit unentschieden, folgte bis einschließlich dem Viertelfinale das Elfmeterschießen. Erst im Halbfinale und Finale wurde zunächst eine Verlängerung gespielt. In der Qualifikation fand zunächst ein Spiel in jedem der vier Bezirke des niedersächsischen Verbandes statt. Im folgenden Achtelfinale wurde getrennt nach dem Bezirken Braunschweig und Hannover bzw. Lüneburg und Weser-Ems gespielt.

## Wettbewerb 3. Liga / Regionalliga

### Teilnehmer
Am Wettbewerb der 3. Liga und der Regionalliga nahmen acht Mannschaften teil.
| 3. Liga die niedersächsischen Vereine der Saison 2024/25 | Regionalliga Nord die niedersächsischen Vereine der Saison 2024/25  | Regionalliga Nord die niedersächsischen Vereine der Saison 2024/25 |
| VfL Osnabrück                                            | - SV Drochtersen/Assel - Kickers Emden - TSV Havelse - SSV Jeddeloh | - Blau-Weiß Lohne - SV Meppen - VfB Oldenburg                      |

### Viertelfinale
| Datum                     |                      | Ergebnis              |                           |
| ------------------------- | -------------------- | --------------------- | ------------------------- |
| 7. August 2024, 18:30 Uhr | VfB Oldenburg (IV)   | 3:3 n. V. (0:3 i. E.) | Kickers Emden (IV)        |
| 7. August 2024, 19:00 Uhr | SV Meppen (IV)       | 0:1                   | VfL Osnabrück (III)       |
| 7. August 2024, 19:00 Uhr | Blau-Weiß Lohne (IV) | 3:3 (3:1 i. E.)       | TSV Havelse (IV)          |
| 7. August 2024, 19:30 Uhr | SSV Jeddeloh (IV)    | 3:2                   | SV Drochtersen/Assel (IV) |

### Halbfinale
| Datum                       |                      | Ergebnis |                     |
| --------------------------- | -------------------- | -------- | ------------------- |
| 30. Oktober 2024, 19:30 Uhr | Blau-Weiß Lohne (IV) | 3:0      | SSV Jeddeloh (IV)   |
| 6. November 2024, 19:00 Uhr | Kickers Emden (IV)   | 1:2      | VfL Osnabrück (III) |

### Finale
| Datum                   |                     | Ergebnis |                      |
| ----------------------- | ------------------- | -------- | -------------------- |
| 24. Mai 2025, 12:30 Uhr | VfL Osnabrück (III) | 2:4      | Blau-Weiß Lohne (IV) |

## Wettbewerb Amateure

### Teilnehmer
Am Wettbewerb der Amateure nahmen 16 der 18 Mannschaften der Oberliga Niedersachsen der Saison 2023/24 sowie die vier Bezirkspokalsieger der Saison 2022/23 teil. Die in der Oberliga Niedersachsen spielenden zweiten Mannschaften von Eintracht Braunschweig und SV Meppen waren nicht teilnahmeberechtigt.
| Oberliga Niedersachsen die Vereine der Saison 2024/25 | Oberliga Niedersachsen die Vereine der Saison 2024/25                                                                                        | Bezirkspokal die Sieger der Saison 2023/24                                                                                   |
| - TuS Bersenbrück - MTV Eintracht Celle - SV Atlas Delmenhorst - 1. FC Germania Egestorf/Langreder - SV Arminia Hannover - HSC Hannover - Heeslinger SC - VfV 06 Hildesheim | - VfL Oldenburg - BSV Rehden - FSV Schöningen - SC Spelle-Venhaus - FC Verden 04 - SSV Vorsfelde - SV Wilhelmshaven - Lupo Martini Wolfsburg | - 1. SC Göttingen 05 (Braunschweig) - TuS Harsefeld (Lüneburg) - SV Holthausen Biene (Weser-Ems) - TSV Mühlenfeld (Hannover) |

### Qualifikation
| Datum                    |                                       | Ergebnis        |                         |
| ------------------------ | ------------------------------------- | --------------- | ----------------------- |
|                          | Lostopf 1 (Braunschweig)              |                 |                         |
| 27. Juli 2024, 15:00 Uhr | SSV Vorsfelde (V)                     | 1:4             | FSV Schöningen (V)      |
|                          | Lostopf 2 (Hannover)                  |                 |                         |
| 28. Juli 2024, 15:00 Uhr | 1. FC Germania Egestorf/Langreder (V) | 5:0             | SV Arminia Hannover (V) |
|                          | Lostopf 3 (Lüneburg)                  |                 |                         |
| 28. Juli 2024, 15:00 Uhr | Heeslinger SC (V)                     | 1:1 (5:3 i. E.) | FC Verden 04 (V)        |
|                          | Lostopf 4 (Weser-Ems)                 |                 |                         |
| 28. Juli 2023, 15:00 Uhr | VfL Oldenburg (V)                     | 0:1             | SC Spelle-Venhaus (V)   |

### Achtelfinale
| Datum                     |                               | Ergebnis        |                                       |
| ------------------------- | ----------------------------- | --------------- | ------------------------------------- |
|                           | Lostopf Braunschweig/Hannover |                 |                                       |
| 7. August 2024, 18:30 Uhr | VfV 06 Hildesheim (V)         | 4:1             | Lupo Martini Wolfsburg (V)            |
| 7. August 2024, 19:00 Uhr | BSV Rehden (V)                | 0:0 (9:8 i. E.) | FSV Schöningen (V)                    |
| 7. August 2024, 19:00 Uhr | 1. SC Göttingen 05 (VI)       | 0:4             | 1. FC Germania Egestorf/Langreder (V) |
| 7. August 2024, 19:00 Uhr | TSV Mühlenfeld (VI)           | 0:3             | HSC Hannover (V)                      |
|                           | Lostopf Lüneburg/Weser-Ems    |                 |                                       |
| 7. August 2024, 19:00 Uhr | TuS Harsefeld (VI)            | 1:5             | TuS Bersenbrück (V)                   |
| 7. August 2024, 19:00 Uhr | SV Holthausen Biene (VI)      | 2:2 (6:5 i. E.) | SV Wilhelmshaven (V)                  |
| 7. August 2024, 19:00 Uhr | MTV Eintracht Celle (V)       | 2:4             | SV Atlas Delmenhorst (V)              |
| 7. August 2024, 19:30 Uhr | SC Spelle-Venhaus (V)         | 0:2             | Heeslinger SC (V)                     |

### Viertelfinale
| Datum                         |                                       | Ergebnis        |                          |
| ----------------------------- | ------------------------------------- | --------------- | ------------------------ |
|                               | Lostopf Braunschweig/Hannover         |                 |                          |
| 28. August 2024, 18:15 Uhr    | HSC Hannover (V)                      | 1:1 (7:8 i. E.) | BSV Rehden (V)           |
| 28. August 2024, 18:30 Uhr    | 1. FC Germania Egestorf/Langreder (V) | 1:2             | VfV 06 Hildesheim (V)    |
|                               | Lostopf Lüneburg/Weser-Ems            |                 |                          |
| 28. August 2024, 19:30 Uhr    | Heeslinger SC (V)                     | 2:4             | TuS Bersenbrück (V)      |
| 24. September 2024, 20:00 Uhr | SV Holthausen Biene (VI)              | 0:6             | SV Atlas Delmenhorst (V) |

### Halbfinale
| Datum                     |                          | Ergebnis |                     |
| ------------------------- | ------------------------ | -------- | ------------------- |
| 21. April 2025, 15:00 Uhr | VfV 06 Hildesheim (V)    | 0:3      | BSV Rehden (V)      |
| 21. April 2025, 15:00 Uhr | SV Atlas Delmenhorst (V) | 2:1      | TuS Bersenbrück (V) |

### Finale
| Datum                   |                | Ergebnis |                          |
| ----------------------- | -------------- | -------- | ------------------------ |
| 24. Mai 2025, 18:00 Uhr | BSV Rehden (V) | 1:2      | SV Atlas Delmenhorst (V) |